# Pero edentaria
Pero edentaria är en fjärilsart som beskrevs av Achille Guenée 1858. Pero edentaria ingår i släktet Pero och familjen mätare. Inga underarter finns listade i Catalogue of Life.